# Mithan Jamshed Lam
Mithan Jamshed Lam (1898–1981) est un avocate indienne, une militante sociale et le shérif de Bombay (en). Elle est la première femme avocate indienne et la première femme avocate indienne à la Haute Cour de Bombay (en). Elle est membre de la Conférence des femmes de toute l'Inde et en est la présidente en 1961-1962. Le gouvernement indien lui décerne la troisième plus haute distinction civile, le Padma Bhushan, en 1962, pour ses contributions à la société.

## Biographie
Mithan Jamshed Lam, née Mithan Ardeshir Tata, est née le 2 mars 1898 dans l'État du Maharashtra, dans l'ouest de l'Inde, dans une famille zoroastrienne parsie, d'Ardeshir Tata, employée d'une usine textile et d'Herabai Tata, militante des droits des femmes. Son enfance et sa première éducation se déroulent à Phulgaon, dans le district de Pune, où son père travaille dans une usine textile locale, mais plus tard, elle déménage à Ahmedabad lorsque son père transfère son travail à cet endroit. Bientôt, elle arrive à Bombay, où elle rejoint l'école Frere Fletcher (aujourd'hui J.B. Petit High School for Girls (en)) pour terminer ses études scolaires. Elle fait ses études supérieures au Elphinstone College (en) de Bombay et obtient son diplôme en économie avec mention, remportant la médaille du Cobden Club, pour avoir obtenu la première place en économie. C'est à cette époque qu'elle accompagne sa mère à Londres pour comparaître devant le Comité de franchise de Southborough, dirigé par Francis Hopwood. Au cours de sa visite, elle a également l’occasion de discuter du sujet du suffrage des femmes en Inde avec les membres de la Chambre des communes. Décidant de rester en Angleterre, elle rejoint la London School of Economics pour terminer avec succès sa maîtrise, tout en étudiant simultanément le droit pour devenir avocate à Lincoln's Inn en 1919, devenant l'une des premières femmes avocates et la première femme avocate indienne. Son séjour en Angleterre lui donne également l'occasion de s'associer à des dirigeantes indiennes notables telles que Sarojini Naidu et Annie Besant, qui sont également présentes dans le pays pour défendre le droit de vote des femmes en Inde. Elle visite l’Écosse, en compagnie de ces dirigeants, et s’adresse également à la Chambre des communes. Ces efforts auraient contribué à obtenir le droit de vote pour les femmes indiennes.
À son retour en Inde en 1923, Lam rejoint la Haute Cour de Bombay en tant que première femme avocate de son histoire, et commence à exercer en tant qu'associée de Bhulabhai Desai (en), un avocat de premier plan et un militant pour la liberté. Après trois ans de pratique, elle est nommée juge de paix et magistrate exécutive ainsi que membre du comité sur la loi sur le mariage parsi de 1865, ce qui l'aide à contribuer à l'amendement de la loi qui devient connue sous le nom de loi sur le mariage et le divorce parsis de 1936. En 1947, elle est nommée shérif de Bombay, première femme à occuper ce poste. Elle participe également aux activités de la Conférence panindienne des femmes (AIWC) et en est la présidente pendant la période 1961-1962. Elle est rédactrice en chef de Sthri Dharma, le journal officiel de l'AIWC pendant cinq ans et est membre désignée de l'organisation pour les affaires des Nations Unies. Elle est également active au sein du Conseil national des femmes indiennes, fondé deux ans avant l'AIWC, en 1925, et est membre de ses comités législatif, du travail et de la presse.
Lam est professeure invitée à la faculté de droit de Bombay et ses contributions sont également signalées dans la rédaction des projets de loi sur le code hindou,. Elle est présidente fondatrice de la Fédération indienne des femmes juristes, vice-présidente de la Fédération internationale des femmes juristes (IFWL) et préside la 13e convention de l'IFWL, en plus d'être représentante de la fédération aux Nations Unies. Elle est également présidente de l'Union des femmes diplômées de Bombay. Après sa retraite de la pratique juridique, elle rejoint le Conseil des femmes de l'État du Maharashtra (MSWC) et préside le sous-comité du travail pendant une période, au cours de laquelle elle lance des efforts pour établir un centre médical primaire, une école maternelle et un centre de formation professionnelle pour les habitants des bidonvilles du camp de travail de Matunga, tout en leur fournissant de l'eau et de l'électricité. Lorsqu'elle assume la responsabilité de présidente de l'organisation, elle est également intronisée présidente du Comité des femmes pour le secours et la réhabilitation des réfugiés du Pakistan, une agence créée à la suite de la partition des Indes. Elle participe à plusieurs conférences internationales, notamment à l’Atelier asiatique du Comité de correspondance, organisé aux États-Unis. Le gouvernement indien lui décerne la distinction honorifique civile du Padma Bhushan en 1962.
Mithan Lam est marié à Jamshed Sorab Lam, avocat et notaire, et le couple a deux enfants. La fille décède jeune et le fils, Sorab Jamshed Sorabsha Lam, plus connu sous le nom de Soli, décédé en 2010, est chirurgien orthopédiste, membre du Royal College of Surgeons of England et lauréat du Hunterian Society Award pour avoir été pionnier dans la chirurgie des fractures de la rotule. Elle devient aveugle vers la fin de sa vie et décède en 1981, à l'âge de 83 ans ; son mari l'a précédée dans la mort de deux ans et demi. L'histoire de sa vie est documentée dans son autobiographie, Autumn Leaves, publiée par le KR Cama Oriental Institute. Sa biographie est également présentée dans un livre encyclopédique, Encyclopaedia of Women Biography.

### Lectures complémentaires
- (en) Mithan J Lam, Autumn Leaves, K.R. Cama Oriental Institute, 2009, 76 p. (ISBN 9788190594325).
- (en) Mitra Sharafi, Law and Identity in Colonial South Asia: Parsi Legal Culture, 1772–1947, Cambridge University Press, 2014, 368 p. (ISBN 9781107047976, lire en ligne).